# Giovanni Tabacco
Giovanni Tabacco (Firenze, 7 novembre 1914 – Torino, 17 febbraio 2002) è stato uno storico e medievista italiano.

## Biografia
Si laureò all'Università degli Studi di Torino nel 1939 con Francesco Cognasso, discutendo una tesi su Lo stato sabaudo nel Sacro romano impero.
Professore universitario dal 1954, fu dapprima ordinario di Storia medievale e moderna presso l'Università degli Studi di Trieste e, dal 1966 al 1985, di Storia medievale alla Facoltà di Lettere e Filosofia dell'Università degli Studi di Torino. Inoltre fu membro dell'Accademia dei Lincei, dell'Accademia delle Scienze di Torino e del direttivo del Centro italiano di studi sull'alto medioevo di Spoleto. Nel 1998 gli venne attribuito il Premio Finale Ligure Storia.
Pubblicò vari studi storici, che lo fecero considerare internazionalmente fra i maggiori medievisti della seconda metà del Novecento: «attenersi alle fonti lo ha condotto a smontare il concetto pervasivo di feudalesimo e riconoscere l’importanza dei legami vassallatico-beneficiari (ormai ridotti a coperture formali di rapporti politici concreti) solo nella parte finale del Medioevo».
Fu relatore delle tesi di Alessandro Barbero, Renato Bordone, Grado G. Merlo e Giuseppe Sergi. Inoltre immise nella sua scuola accademica anche Rinaldo Comba e Aldo A. Settia.
A Tabacco è stata intitolata la biblioteca di Studi Storici dell'Università di Torino.

## Opere
- Lo Stato sabaudo nel Sacro Romano Impero, Torino, 1939.
- Sulla distinzione fra vicariato politico e giuridico del Sacro Romano Impero, collana Bollettino storico-bibliografico subalpino, XLVI, 1948,  pp. 31-71.
- Pluralità di papi e unità di chiesa nel pensiero di Guglielmo di Occam, collana Pubblicazioni della Facoltà di Lettere e Filosofia, I/4, Università di Torino, 1949.
- Un presunto disegno domenicano-angioino per l'unificazione politica dell'Italia, in "Rivista storica italiana, LXI, 1949,  pp. 489-525.
- La relazione fra i concetti di potere spirituale e potere temporale nella tradizione cristiana fino al secolo XIV, collana Pubblicazioni della Facoltà di Lettere e Filosofia, II/5, Università di Torino, 1950,  p. 210.
- La politica italiana di Federico il Bello, re dei Romani, collana Archivio Storico Italiano, CVIII, 1950,  pp. 3-77.
- Il trattato matrimoniale sabaudo-austriaco del 1310 e il suo significato politico, collana Bollettino storico-bibliografico subalpino, XLIX, 1951,  pp. 5-62.
- La casa di Francia nell'azione politica di papa Giovanni XXII, Roma, Istituto storico italiano per il Medio Evo, 1953,  p. 352.
- Privilegium Amoris. Aspetti della spiritualità romualdina, IV/2/3, Il Saggiatore, 1954,  pp. 1-20.
- La vita di san Bonomio, di Roberto Monaco e dell'abate Guido Grandi (1671 - 1742), collana Pubblicazioni della Facoltà di Lettere e Filosofia, VI/1, Università di Torino, 1954,  p. 52.
- La razionalità della repubblica veneta nell'età Moderna, Università di Trieste, Facoltà di Lettere, 1955,  p. 20.
- Petri Damiani vita Beati Romualdi, Roma, Istituto Storico Italiano per il Medioevo, 1957,  p. 126.
- Andrea Tron (1712 - 1785) e la crisi dell'aristocrazia senatoria a Venezia, Udine, Università di Trieste, Facoltà di Lettere, 1957,  p. 230.
- La tradizione guelfa in Italia durante il pontificato di Benedetto XII, collana Studi di storia medievale e moderna (in onore di Ettore Rota), Roma, 1958,  pp. 95-148.
- La dissoluzione medievale dello Stato nella recente storiografia, Spoleto, Centro italiano di studi sull'alto Medioevo, 1960.
- Eremo e cenobio. II convegno del centro di studi sulla spiritualità medievale, Todi, 1960,  pp. 326-335.
- Di un frammento latino di cronaca sabauda, collana Bollettino storico-bibliografico subalpino, LVIII, 1960,  pp. 165-170.
- La storia politica e sociale, Dal tramonto dell'Impero alle prime formazioni di Stati regionali, collana Storia d'Italia. Vol. 1: Dalla Caduta dell'Impero Romano al secolo XVIII, Torino, 1974.
- Le ideologie politiche del medioevo, Torino, 2000.